# 卡米耶·德穆兰
吕西-森普利斯-卡米耶-伯努瓦·德穆蘭（法語：Lucie-Simplice-Camille-Benoît Desmoulins，法語發音：[lysi sɛ̃plis kamij bənwa demulɛ̃]；1760年3月2日—1794年4月5日），法國記者、政治家，在法國大革命期間扮演重要角色。他與馬克西米連·羅伯斯庇爾是兒時的朋友並與乔治·雅克·丹东是親密的朋友和政治盟友，他們都是法國大革命期間有影響力的人物。當公共安全委員會對丹东反對派做出反擊，德穆蘭連同丹东一起被審判並處決。

## 早年
德穆蘭出生在法国吉斯。他的父親讓·伯努瓦·尼古拉·德穆蘭（Jean Benoît Nicolas Desmoulins）是一個農村的律師，吉斯管轄區的中將。通過朋友的募捐，他獲得獎學金，十四歲的卡米耶·德穆蘭進入巴黎的路易大帝中學。即使在同時代有名的馬克西米連·羅伯斯庇爾和路易-马里·斯坦尼斯拉斯·弗雷龙同儕中，德穆蘭證明他是一名優秀的學生。他在古典文學與政治的學習中突出，並對西塞羅、塔西佗和李維的古典作品著迷。1785年，他父親安排他從事法律工作，並成功地在巴黎獲得省上訴法院接受作為律師；然而，他嚴重的口吃及暴躁的脾氣成為他在這律師界出人頭地的嚴重障礙。這個阻礙，他轉向寫作作為他自己才華的替代出口；他對公共事務的興趣啟動他政治記者的生涯。
1789年3月，召開法國三級會議，他父親讓·伯努瓦·尼古拉·德穆蘭被提名作為吉斯管轄區的第三級代表；然而，由於生病，他未能接受這職位。卡米耶·德穆蘭在1789年5月5日三級會議的開幕活動他自己限定在旁觀者的角色，他對這事件寫了篇回應：《三級會議頌》（Ode aux Etats Generaux）米拉波伯爵，是三級會議中有權威的政治人物，他將自己定位為貴族和新興的改革運動者之間的橋樑，在那時不經意的徵募德穆蘭為他的報紙寫稿，增強了德穆蘭的記者名聲。

## 1789年7月
由於他開創律師生涯的艱難，德穆蘭在巴黎的處境是不穩定的狀態，他經常生活在窮困之中。但是，他被環繞在召開三級會議所引發的政治改革鼓舞，也顯現了極大的熱情。那時寫給他父親的信，他以無比興奮的描述代表們進入凡爾賽宮的開幕儀式，並批評對代表們關閉「日常娛樂大廳」(the Salle des Menus Plaisirs)，所引發他們自己公開宣稱召開的國民議會的事件——成為著名的“網球場宣言”。
1789年7月11日，受歡迎的財政大臣雅克·內克爾突然被國王路易十六免職，成為點燃德穆蘭名聲導火索的火花。7月12日，德穆蘭被這個解職的消息造成政治上不安的刺激下，跳到巴黎皇家宮殿花園中經常有許多不同政見者光顧的富瓦咖啡館外的桌子，並向反復無常的人群發表了慷慨激昂的呼籲，這時他擺脫了慣性的口吃——“拿起武器準備戰鬥，戴上帽徽以便可以相互辨認”，又說“這次內克爾的免職是對愛國者進行聖巴托洛繆大屠殺的警鐘！”在巴黎有大批軍隊進駐，很多外地的，導致德穆蘭和其他政治激進分子相信，對在城市中持不同意見者的大屠殺確實迫在眉睫。聲稱對改革派的屠殺已經在準備中。這個說法，他的觀眾也覺得好像有道理的並感受到威脅，他們很快便擁護德穆蘭，拿起武器，騷亂在整個巴黎迅速蔓延。
群眾佩戴的“綬帶”最初是綠色，與自由相關的顏色，並且最初從巴黎皇家宮殿花園林立的樹上摘下來的葉子。然而，綠色也與那時 國王路易十六極端反動和保守的弟弟，阿圖瓦伯爵的“綬帶”有關，因此，迅速的以巴黎傳統色彩：紅色和藍色取代。7月13日，半組織化的暴民在紅色和藍色旗幟下襲擊了傷兵院奪取了武器，並於7月14日，攻佔巴士底獄。

## 新聞工作

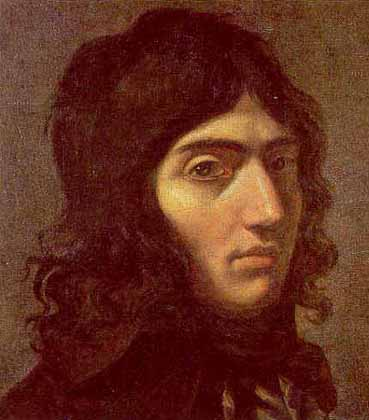
約瑟夫·博茲繪製的畫像

在1789年5月和6月，德穆蘭寫了激進的小冊子標題為《自由法國》，在那時被出版商拒絕發行。但是，奪取巴士底獄的騷亂發生後，尤其是德穆蘭公開的參與，在德穆蘭的著作出版了，極大地改變了局面。7月18日，德穆蘭的著作終於正式發行。小冊子的政綱提前遠遠的超越當時的輿論; 在這裡面，德穆蘭明確呼籲共和，寫道：“……人民的和民主的政府是唯一適合法蘭西和所有配得上稱為人的憲政結構”。《自由法國》還詳細診察並批評國王的權利、貴族和羅馬天主教神職人員特權。
1789年9月，德穆蘭發行另一本激進小冊子《巴黎燈柱演講辭》，他的名聲被更進一步的推升，特點是它的引文詞句出自於約翰福音3:20：“凡作惡的都恨光，不來接近光，免得他的惡行暴露出來。”這被理解為影射在河灘廣場和瓦訥里街(Rue de la Vannerie)拐角處的燈柱鐵支架，暴徒通常用來作為對反革命和被指控投機商人的臨時絞刑架。著名革命歌曲会好起来也使這盞燈名垂千古，其中歌詞，“帶貴族到燈柱，貴族，我們將吊死他們！”（“aristocrats to the lamp-post，the aristocrats, we'll hang them!”）
《燈籠的演講辭》是由格雷夫河灘廣場燈柱的角度來寫的，讚美巴黎暴徒出於公民忠誠和愛國的崇高品質的政治暴力攻擊性。這種鋒芒畢露的熱情在巴黎找到了一群有鑑賞力的觀眾，而德穆蘭，因為這本小冊子的風行，後來被稱為“燈籠檢察官”。
1789年11月，德穆蘭發行第一期周刊，《法蘭西和布拉班特革命報》（Histoire des Révolutions de France et de Brabant），此後持續到1791年7月結束。這份出版物結合政治報告文學，革命的論戰，諷刺作品和文化評論；德穆蘭曾宣稱“宇宙萬象及其所有的愚蠢，都應納入這個吹毛求疵雜誌的管轄範圍”。《法蘭西和布拉班特革命報》成為從它的第一期到最後一期都是極受歡迎的。德穆蘭臭名遠揚，而且可以說標誌著他以前在巴黎的困苦生活已離他遠去了。
《法蘭西和布拉班特革命報》的政治觀點是反保皇黨和贊成革命的。該報讚揚“愛國者”的革命熱情從比利時邦聯布拉班特省革命的戰場上著名布拉邦到科德利埃俱樂部所在的巴黎科德利埃區，並且也廣泛範圍內，批評指標性及貴族制度的暴行和不公平。德穆蘭野蠻的攻擊，那些人不同意他的論述而提請訴訟，責難和互相攻擊。他以前有權勢的朋友，如米拉波伯爵和马卢埃男爵友誼男爵Malouet，也受到責難攻擊。兩個人，被他們視為毀謗性的指控激怒，宣稱德穆蘭理應受到譴責然而马卢埃男爵“竟然詢問這個卡米耶被證明精神錯亂了。”使徒行傳報”，同樣野蠻的保皇派報紙，即擔任了 反向對“革命”的攻擊，從事持續對“革命”的侮辱文宣戰，特別是針對德穆蘭，在諷刺詩中，被奚落稱為“穆蘭驢駒子”（l'ânon des moulins）。羅伯斯庇爾前來援救德穆蘭，為他的童年好友辯護，阻止他的被捕。
1791年4月，米拉波伯爵去世，曾經有一段時間他是德穆蘭偉大的守護神和朋友；主要是基於感傷，巴黎的新聞讚揚和寬容的悼詞，但他發表野蠻攻擊文章以反駁並宣稱後期的米拉波已經成為“演說家，騙子和小偷的神。” 這預示著以後對著名和曾經同情革命的人物翻臉不顧情面的攻擊，如同攻擊雅克·皮埃爾·布里索一樣的方法，德穆蘭 — 最終會害他自己，被他以前的朋友翻臉攻擊。
在1791年7月16日，德穆蘭出現在巴黎公社作為一群呼籲罷黜國王路易十六的領導人，因為在6月，路易十六出逃失敗被抓獲，送回巴黎。國王的出逃造成國內的不安，就在夏至聯合會周年紀念日的前一天，這個請願促成這場騷動。7月17日，大批群眾已聚集在戰神廣場支持這個請願，拉法耶特侯爵指揮的軍隊對群眾開槍，這事件後來被稱為 練兵場慘案。德穆蘭是否出現在戰神廣場有不同的說法；動盪平息後，對德穆蘭和喬治·丹東發出拘捕令。丹東逃出巴黎，德穆蘭，雖然仍然留在城市，並多次在雅各賓俱樂部講演，在這一段時期減少了他的新聞工作。
布里索在德穆蘭受到威脅時，曾多次為他的報紙辯護，幾乎“像父親指導他的兒子”。布里索曾經告誡德穆蘭說：“你是年輕的卡米耶·德穆蘭，坦率在你的唇中 ... 但是你經常因太過坦率而被愚弄”
1792年初，雅克·皮埃爾·布里索在德穆蘭已經提出並在幾個大報討論的法律案件，發生激烈爭吵，隨後德穆蘭出版了《揭露布里索真面目》(Jean Pierre Brissot démasqué)的一本小冊子，對布里索進行野蠻的人身攻擊。在這裡面，德穆蘭聲稱創造了“brissoter”動詞並定義為“欺騙”，並指責布里索背叛共和。這個小冊子構建反對布里索的情況，是日後擴大並應用在德穆蘭後來的恐怖和破壞性效果，1793年出版"《革命秘史片段》"（Fragment de l'histoire secrète de la Révolution），布里索是吉倫特派政治派別中重要的一員，被指控賣國和反革命的活動，並且汙損了布里索的職業生涯。這本書，催生了布里索和他的追隨者解散巴黎公社和雅各賓派的回應，促成1793年10月許多吉倫特派領導人，包括布里索自己，的逮捕和處決。
德穆蘭強烈後悔自己在摧毀吉倫特派的作用；出席他們的審判，聽見他感嘆：“啊，我的上帝！我的上帝！這是我殺了他們！”公訴人宣告死亡的判決時，有人看見他在法庭上崩潰。
這種自責的增長連同魯莽的因素。在1793年夏天，阿蒂尔·狄龙，保皇黨，是德穆蘭和他妻子的密友，被監禁。在公開發表《致狄龍將軍的信》，德穆蘭遠遠超出了政治上需要審慎的行動去捍衛狄龍，並攻擊的有權力的公共安全委員會成員——尤其是安東萬·路易·德·聖茹斯特和雅克-尼古拉·俾约-瓦伦。
1793年12月5日開始，德穆蘭發行對他而言最為人知及最有名的老科德利埃報。這個短命刊物的單調名稱表現出和現行政權的衝突，這意味著德穆蘭代表科德利埃俱樂部的“老”或創始成員發言，反對現在已經掌握權力的更激進和極端派別。第一期《老科德利埃報》出版了，是直接針對阿貝爾派及其非基督教化的宗旨，這也是科德利埃俱樂部內鬥，德穆蘭和丹东得到羅伯斯庇爾的支持。1974年3月13日，阿貝爾派被逮捕，1794年3月24日，被處決。
“老科德利埃俱樂部”有七個議題，德穆蘭譴責懷疑，殘暴和恐懼已經成為革命的特徵，將正在進行的恐怖統治對比羅馬皇帝提貝里烏斯的壓迫統治，並呼籲建立一個“特赦委員會”對抗 公共安全委員會無情的氛圍。第四期的雜誌，德穆蘭直接正式向羅伯斯庇爾請願，寫道:  “我親愛的羅伯斯庇爾......我的老同學......記住歷史和哲學的教訓：愛比恐懼更強大，更持久”。在這些呼籲寬大處理的表露了反革命的論調，導致德穆蘭被科德利埃俱樂部驅逐以及雅各賓派的譴責，最終是對他的逮捕和處決。

## 政治生涯和垮台
1792年8月10日，德穆蘭積極參與聯合沒有國王批准進入巴黎的馬賽民兵、叛亂的巴黎國民警衛隊和無套褲漢突擊攻入杜伊勒里宫，被稱之為八月十日事件推翻了君主制。緊接著，國民立法議會崩潰，各派別和團體爭奪控制國家的權力，他被任命為新任司法部長丹东的秘書。9月8日，他被選為新國民公會的巴黎代表，在那裡他主要工作仍是作為一名記者。他屬於山嶽黨，贊成共和制和處死國王。最初，他的政治觀點與丹东和羅伯斯庇爾密切一致。可能受到羅伯斯庇爾的啟發編寫發行了"《革命秘史片段》"，成為摧毀吉倫特派的打手。
1793年12月5日，第一期《老科德利埃報》出版了，最初的指向是反對過度極端激進的阿貝爾派及其非基督教化的宗旨，得到羅伯斯庇爾的贊成。雖然它成為丹东與羅伯斯庇爾聯合的輿論刊物，並呼籲他們倆人是朋友，隨著雜誌發行量迅速的擴大，增強對公共安全委員會和革命法庭的批評。標誌著德穆蘭和羅伯斯庇爾之間的裂痕的開始。德穆蘭呼籲羅伯斯庇爾，幫助引導這些機構以往更穩健有節制的方向。12月20日，羅伯斯庇爾曾提出成立一個委員會“立即評估所有被拘留者和釋放無辜者”，由於雅克-尼古拉·俾约-瓦伦反對這個提議而擱置,然而德穆蘭緊抓住這一點，在第三期更進一步戲劇性加碼支持丹东呼籲成立：寬大的委員會“，以中止恐怖統治。
1794年1月7日，雅各賓俱樂部試圖將德穆蘭驅逐。羅伯斯庇爾，圖謀保護德穆蘭，在雅各賓俱樂部的一次演說中，提出替代建議將有爭議的幾期《老科德利埃報》公開燒毀。德穆蘭引用被所有革命者廣泛接受的理性權威，也深刻影響羅伯斯庇爾自己共和國理念的盧梭說過的話回答：“燃燒不是答案”（Brûler n'est pas répondre）。德穆蘭和羅伯斯庇爾的理念衝突已經浮上檯面了。羅伯斯庇爾堅定的試圖保護他的童年朋友，宣稱德穆蘭被帶入歧途，是一個“被慣壞的孩子”，但德穆蘭拒絕背棄《老科德利埃報》使任何容忍要涵括到他都有政治上的困難。
與此同時，丹东的私人秘書，法布尔·代格朗蒂纳，參與東印度公司的金融騙局被公開暴露，他因涉嫌貪污和偽造文件被逮捕。這醜聞牽連到丹东和他的盟友，隨後羅伯斯庇爾支持將德穆蘭從雅各賓俱樂部開除。1794年3月，埃貝爾派被定罪並處決後，山嶽黨的安東萬·路易·德·聖茹斯特集中力量，消除由丹东領導組織和德穆蘭主導輿論的“溫和主義”派系。3月31日公共安全委員會簽發他們被指控腐敗和反革命陰謀的控訴及包括對德穆蘭的逮捕令。

## 審判和處決
4月3日至5日，丹东、德穆蘭等諸多實際或被指控丹东派同夥在革命法庭受審。審判的本質大部分是政治而不是在犯罪上，因此以不合常規的型式展現出來。被告被國民公會的法令制止自我辯護。這一事實，加上混亂，經常附帶的譴責（例如，一份報告指控丹东，在布魯塞爾從事政治工作的同時，曾經佔用四輪馬車裝載數十萬鎊的亞麻餐桌布）[20] 並由檢察官安托万·康坦·富基耶-坦维尔向陪審團成員提出威脅，幫助確保有罪判決。此外，被告被剝奪了它們請證人出庭的權利，雖然他們已經提交的若干這樣的請求-包括德穆蘭的情況以及後來的羅伯斯庇爾。
從盧森堡監獄寫信給他的妻子，德穆蘭寫道：
 我已經走了沿著革命的懸崖峭壁走了五年沒有跌落，這是很了不起的，而且我還活著; 我平靜地休息，我的著作是我的枕頭靠昨它……我夢見一個共和國，是全世界都崇拜的。我從來不相信，人類會如此殘暴和如此不公義。
當德穆蘭被帶往絞刑架，他被告知他的妻子被逮捕，他發瘋了。好幾名男子，將他押上農車。他掙扎著並試圖懇求暴徒，在這個過程中他的衣服被扯破了。露西爾·迪普莱西在四月五日被逮捕，八天以後被處決。1794年4月5日，這一群十五人一起被處決，包括马里-让·埃罗·德·塞谢勒、法布尔·代格朗蒂纳和皮埃爾·菲利普，德穆蘭第三個被處決，丹东最後。

## 家庭

露西爾·迪普莱西

1790年12月29日，德穆蘭與露西爾·迪普莱西（Lucile Duplessis）結婚。他認識她多年，描述為“纖細、優雅、嬌羞、真正的格勒茲。”露西爾的父親很長的時期拒絕允諾這個婚姻，認為記者的生計無法扶養任何形式的家庭。當然，它是的，德穆蘭的報刊經營者事業，最後，導致他們兩人被處決。其中參加見證他們的婚禮有馬克西米連·羅伯斯庇爾，布里索和熱羅姆·佩蒂翁·德·維爾納夫。他們唯一的兒子奥拉斯·卡米耶·德穆蘭（Horace Camille Desmoulins）出生於1792年 7月6日，他的教父是羅伯斯庇爾。
露西爾·迪普莱西是她的丈夫被捕後，僅僅幾天被逮捕，以陰謀協助丈夫越獄及圖謀“毀滅共和國”的罪名被判處死刑。1794年4月13日，她和雅克-勒内·埃贝尔的遗孀在同一天被處決。給她母親最後的短簡，她寫道，“我的眼睛為妳流出一滴眼淚。我將要清白的，平靜的長眠了。露西爾。” 
他們的獨子奥拉斯·卡米耶·德穆蘭被阿黛勒和安妮特·迪普莱西——露西爾的姐姐和母親撫養。他後來領取由法蘭西政府撥發的撫恤金，於1825年在海地去世。

## 大眾文化
Camille Desmoulins is among the central characters in the following works of fiction:
- A Place of Greater Safety (1993) by Hilary Mantel.
- Danton (film; 1982) dir. Andrzej Wajda.
- The Danton Case (play; 1929) by Stanislawa Przybyszewska
- La Révolution française (film/miniseries; 1989)

## 遺產
德穆蘭對法國大革命和恐怖統治的持久影響力，是他譴責了布里索和吉倫特派，他的《老科德利埃報》呼籲革命和科德利埃俱樂部初期實行的原則。他作為一名重要的記者，說明了報紙在革命時期的影響力，以及多麼容易引發人們的激情，特別是巴黎的暴民。他還指出，越來越激進的形勢就會演變成為恐怖，因為一批又一批的人會被視為對革命目標的威脅。

## 註解
1. ↑  
Beraud, Henri. . New York: Books for Library Press, Inc. 1928: 145.
2. ↑  Schama, 380.
3. 1 2  Hartcup, 238.
4. ↑  Hammersley, 124.
5. ↑  周江林. . 新浪. 华夏时报. 2014-06-19  [2021-09-28]. （原始内容存档于2021-10-08） （中文）.
6. ↑  Claretie, 77
7. ↑  Claretie, 91
8. ↑  Hartcup, 241.
9. ↑  Claretie, 104
10. 1 2  Whaley, 46f.
11. ↑  Ibid 229.
12. ↑  Claretie, 248
13. 1 2 3  Hammersley, 115.
14. 1 2  Scurr, 298
15. ↑  Monnier, R., "Dix Aout," in Soboul, A., Ed., "Dictonnaire de la Revolution francaise," p.363, PUF, Paris: 2005.
16. ↑  McPhee, 179
17. ↑  Scurr, 299
18. ↑  Scurr, 301
19. ↑  Claretie, Jules. . London: Smith, Elder & Co. 1876: 313  [2016-08-07]. （原始内容存档于2016-05-13）.
20. ↑  Claretie, 303
21. ↑  Andress, David. . New York: Farrar, Straus and Giroux. 2005: 275. ISBN 978-0-374-53073-0.
22. ↑  Camille Desmoulins#Trial and execution
23. ↑  Beraud, Henri. . New York: Books for Library Press, Inc. 1928: 144.
24. ↑  Beraud, Henri. . New York: Books for Library Press, Inc. 1928: 155.
25. ↑  Andress, 229.